# Дибровский сельский совет (Миргородский район)
Дибровский сельский совет (укр. Дібрівська сільська рада) — входит в состав
Миргородского района
Полтавской области
Украины.
Административный центр сельского совета находится в 
с. Дибровка.

## Населённые пункты совета
- с. Дибровка
- с. Верховина
- с. Веселое
- с. Глубокое
- с. Котляры
- с. Показовое
- с. Столбино
- с. Шпаково